# Aspidopterys henryi
Aspidopterys henryi là một loài thực vật có hoa trong họ Malpighiaceae. Loài này được Hutch. mô tả khoa học đầu tiên năm 1917.